# Alonso de San Cristóbal
Fray Alonso de San Cristóbal (fines del siglo XIV) fue un escritor, humanista y traductor dominico castellano que vivió durante los reinados de Juan I de Castilla y Enrique III.
Poco se sabe sobre él. Fue profesor de Teología en la Universidad de Salamanca y en 1396 marchó a la Corte como predicador. Algunos lo identifican con Alonso de Cusanza. José Amador de los Ríos dice que "fue celebrado en la corte de don Juan II, cual predicador excelente... y tenido por muy consumado teólogo". Pero debe ser errata por Juan I, error que hace que algunos crean que también vivió en el siglo siguiente, el XV, durante el reinado de Juan II, algo no demostrado, aunque también posible. Ya fallecido aquel rey, dedicó a su hijo Enrique III (rey entre 1390 y 1406) su traducción del De re militari de Vegecio, que acompañó de glosas moralizantes, bajo el título de Vegecio espiritual, en cuatro libros. La traducción de cada capítulo va precedida de una erudita "glosa" dedicada al asunto y de una "moralidad" o aplicación espiritual alegórica. Algunas de estas glosas no se compusieron o no se han conservado, tal vez porque falleció su autor sin terminarlas. Su estilo es bastante llano, alejado de la prosa latinizante que era común entonces. Testimonia el éxito de su traducción el hecho de que se hayan conservado siete manuscritos de la misma, según Joao Jouveira Montero, aunque explícitamente M.ª Elvira Roca Barea solo ha encontrado cinco. 